# 1 santīms
1 santīms (forkortet 1 s) var den mindste mønt i Letland indtil indførelsen af euro.
Mønten har en diameter på 15,65 mm, den vejer 1,6 g og består af kobberbelagt stål. Den har en glat rand.
100 santīmu = 1 lats
Kunstnerne bag designet er Gunārs Lūsis og Jānis Strupulis. 
På den ene side ser man i midten et billede af Letlands mindre våbenskjold, og rundt om det står der Republikken Letland (Latvijas Republika). Under våbenskjoldet står der årstallet for prægningen imellem to prikker. 
På den anden side ser man i midten et 1-tal, hvorunder der står SANTĪMS. 
Mønterne er præget i henholdsvis 1992 (i Tyskland af Bayerisches Hauptmünzamt), 1997 (i Norge af Den Kongelige Mynt), 2003 (i Frankrig af Monnaie de Paris), 2005 (i Finland af Rahapaja Oy) og 2007 (i Finland af Rahapaja Oy).
Santīms er et lettificeret låneord fra fransk (centime).
- 1 santīms